# 분식

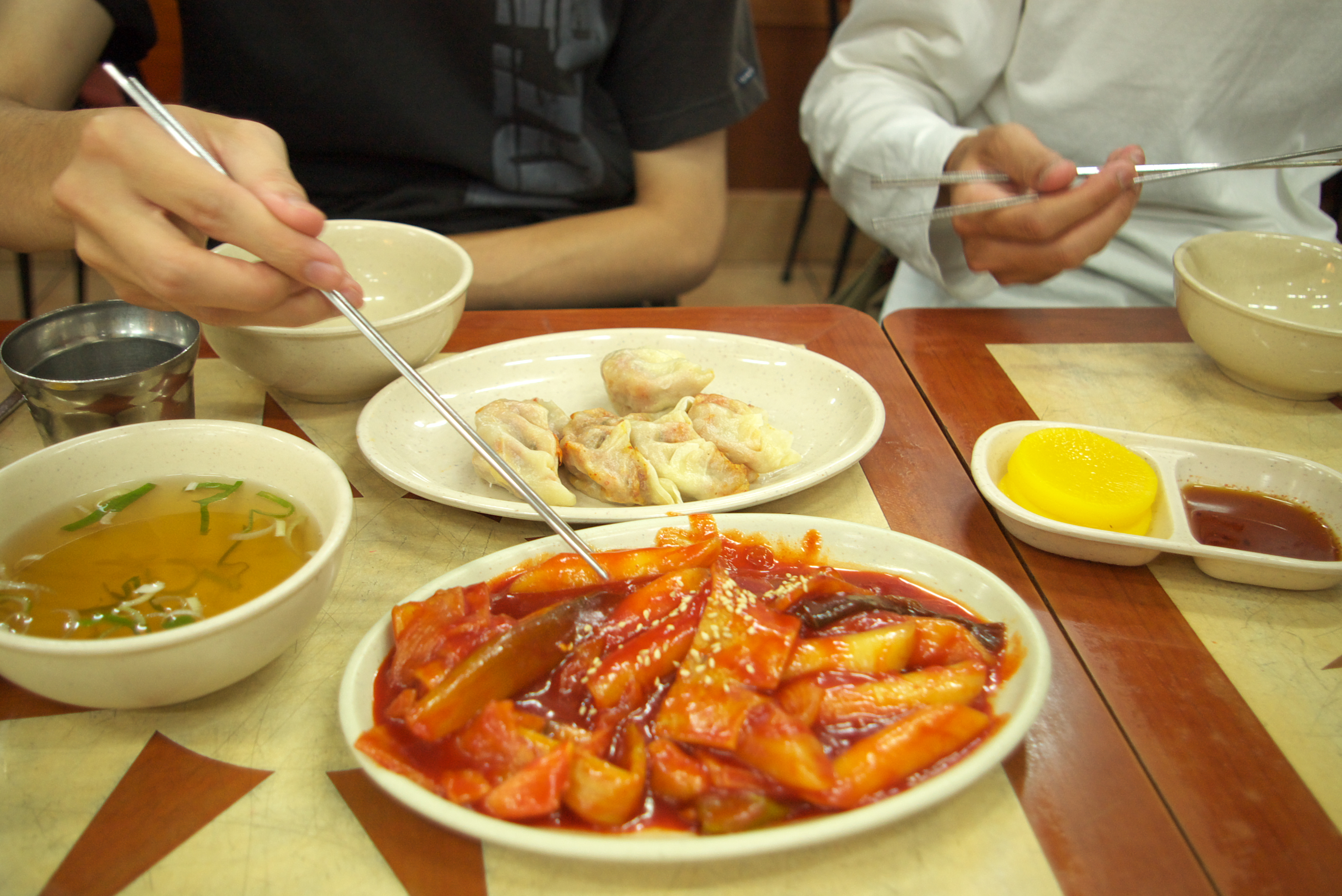
떡볶이, 만두, 오뎅

분식(한국 한자: 粉食)은 떡볶이, 김밥, 순대, 어묵, 라면, 닭강정과 같이 쉽게 구할 수 있는 재료를 이용하여 간편하게 조리하여 파는 음식들을 말한다. 원래는 쌀밥이나 보리밥과 같이 곡물 알갱이를 그대로 먹는 입식(粒食)에 대비하여 가루를 낸 재료를 사용한다는 의미였다. 이런 의미에서 보면 대표적인 가루 재료인 밀가루를 비롯하여 보릿가루, 미숫가루, 녹말 가루 등을 이용한 음식이 모두 분식에 해당하지만 오늘날에는 이런 의미로 사용되지는 않는다.

## 유래
여러 열매나 곡물을 가루로 내어 조리하는 것은 세계 모든 문화에서 볼 수 있는 조리 방식의 하나이다. 신석기 문화의 유물인 갈돌과 갈판에서는 도토리를 비롯한 여러 종류의 것들을 갈았던 흔적이 발견되었고, 청동기 시대에 들어 곡물을 갈아 가루를 만든 흔적이 일반화 되었다. 갈아낸 도토리가루는 매우 떫기 때문에 물에 우려내어 사용해야 한다. 신석기 시대 사람들 역시 가루를 물에 우려내고 다양한 방법으로 조리한 음식을 먹었을 것이다. 한국은 오래 전부터 가루 음식을 만들어 왔지만 밀가루는 흔하지 않았기 때문에 조선 전기까지도 국수는 귀한 사치품에 가까웠다.
분식이 오늘날과 같이 쉽게 접할 수 있는 싼 음식으로 여겨지기 시작한 것은 일제강점기부터이다. 일제는 계속되는 전쟁의 군량 확보와 늘어나는 인구에 따른 수요의 억제를 위해 쌀과 여러 곡물을 섞어 먹는 혼식과 대량 수입이 가능하게 된 밀가루 등을 이용한 분식을 장려하였다. 그러나 제2차 세계 대전이 일어나면서 식량 수입이 크게 줄어들자 밀가루 역시 그리 쉽게 구할 수 있는 품목은 아니었다. 일제는 조선에서 생산되는 쌀을 의무적으로 정부에 팔도록 하는 공출 제도를 도입하는 한 편 대체할 식량을 배급제로 운영하였으나 충분하지 못하였다.
해방 이후 한국은 쌀의 수출을 재개할 정도로 농업이 회복되었지만 한국전쟁으로 경제 기반이 붕괴되면서 극심한 식량위기를 겪었다. 한국의 식량 원조 요청에 미국은 잉여 농산물을 지원하였고 막대한 양의 밀가루가 국내로 유입되어 배급과 판매에 사용되었다. 정부 역시 부족한 미곡을 충당하기 위해 혼식과 분식을 장려하였다. 당시 들여온 밀가루를 이용한 각종 음식이 오늘날 현대적인 분식의 시초라고 할 수 있다. 미국이 원조한 밀가루로 만든 대표적인 음식은 국수와 수제비 등으로 오늘날에도 간편하게 사먹을 수 있는 저렴한 국수집들이 운영되는 시초가 되었다.
혼식과 분식의 장려는 식생활의 변화와 농업 생산량 증가가 복합적으로 작용하여 쌀이 남게 되는 80년대 중반까지 지속되었다. 분식 장려 정책은 국수나 수제비 뿐만 아니라, 빵과 우유의 소비도 포함되어 있었고 이들 역시 분식으로 불렸다. 이러한 상황 속에서 싸고 쉽게 구할 수 있었던 밀가루는 가래떡을 이용한 떡볶이, 두툼한 면을 쓰는 짜장면과 같은 여러 음식에 두루 쓰였고 쫄면과 같은 새로운 요리가 나오면서 현재의 분식에서 볼 수 있는 메뉴가 하나 둘 갖춰졌고 한때 분식 장려 정책의 같은 부류로 묶였던 빵은 베이커리 산업의 발달과 함께 다른 종류의 것으로 취급받고 있다. 분식이 여전히 저렴한 음식의 자리를 차지하는 동안 베이커리는 점차 고급화되는 추세이고 이제는 카페, 디저트 등의 음식 부류로 묶인다.

## 음식 종류
분식집의 메뉴판에 놓이는 각종 분식들은 저마다 서로 다른 역사를 지닌 것이 널리 유행하면서 자리잡게 된 것이다. 쫄면이나 닭강정은 인천의 신포국제시장에서 개발되어 전국으로 확산되었고 마복림이 만든 떡볶이는 신당동을 분식점 집결지로 바꾸었다. 분식 장려 정책이 폐지되자 분식집에는 쌀을 이용한 김밥과 덮밥이 메뉴로 추가되었다. 어묵은 일제강점기 시기 일본에서 유입된 음식으로 해방 이후 부산을 중심으로 확산하여 전국적으로 퍼져 나갔고 대구의 양념어묵과 같이 여러 변화가 추가되었다.
분식으로 취급되는 음식에는 다음과 같은 것들이 있다.
- 계란초
- 김밥
- 닭강정
- 떡볶이, 라볶이
- 라면
- 쫄면
- 맛감자
- 상추튀김
- 순대
- 어묵
- 튀김
- 김말이튀김
- 회오리감자

## 같이 보기
- 길거리 음식
- 군것질
- 주전부리
- 포장마차